# Crossroads 2: Live in the Seventies
Albums de Eric Clapton
The Cream of Clapton
(1995) Pilgrim
(1998)
Crossroads 2: Live in the Seventies est le septième album live et un coffret d'Eric Clapton, sorti en 1996. À la différence du premier coffret  Crossroads qui englobe plus de trente années de travail de Clapton, Crossroads 2 se concentre sur les concerts entre 1974 et 1978. L'album met en valeur les versions longues de chansons de blues électrique. Quatre outtakes studio sont également inclus.

## Titres

### Disque 1
1. Walkin' Down the Road (outtake studio) (Paul Levine, Alan Musgrove) – 5:15
Enregistré en mai 1974 au Criteria Studios, Miami pour 461 Ocean Boulevard
2. Have You Ever Loved a Woman (Billy Myles) – 7:41
Enregistré le 19 juillet 1974 à la Long Beach Arena, Long Beach (Californie)
3. Willie and the Hand Jive/Get Ready (Johnny Otis/Eric Clapton, Yvonne Elliman) – 11:42
4. Can't Find My Way Home (Steve Winwood) – 5:19
5. Driftin' Blues/Ramblin' On My Mind (Johnny Moore, Charles Brown, Eddie Williams/Robert Johnson) – 11:36
6. Presence of the Lord (Clapton) – 8:48
Titres 3–6 enregistrés le 20 juillet 1974 à la Long Beach Arena, Long Beach, Californie
7. Rambling On My Mind/Have You Ever Loved a Woman (Johnson/Myles) – 8:16
8. Little Wing (Jimi Hendrix) – 6:43
Titres 7–8 enregistrés le 4 décembre 1974 à l'Hammersmith Odeon, Hammersmith (Londres), Angleterre
9. The Sky Is Crying/Have You Ever Loved a Woman/Rambling on My Mind (Elmore James/Myles/Johnson) – 7:39
Enregistré le 5 décembre 1974 à l'Hammersmith Odeon, Hammersmith, Londres, Angleterre

### Disque 2
1. Layla (Clapton, Jim Gordon) – 5:38
2. Further on Up the Road (Joe Medwick, Don Robey (en)) – 4:31
Titres 1–2 enregistrés le 25 juin 1975 au Providence Civic Center. Providence (Rhode Island)
3. I Shot the Sheriff (Bob Marley) – 10:21
4. Badge (Clapton, George Harrison) – 10:42
Titres 3–4 Enregistrés le 28 juin 1975 au Nassau Coliseum, Uniondale (New York)
5. Driftin' Blues (Moore, Brown, Williams) – 6:58
6. Eyesight to the Blind/Why Does Love Got to Be So Sad? (avec Carlos Santana) (Sonny Boy Williamson/Clapton, Bobby Whitlock) – 24:19 
Titres 5–6 enregistrés le 25 juin 1975 au Providence Civic Center. Providence (Rhode Island)

### Disque 3
1. Tell the Truth (Clapton, Whitlock) – 8:57
2. Knockin' on Heaven's Door (Bob Dylan) – 5:20
3. Stormy Monday (T-Bone Walker) – 13:02
Titres 1–3 enregistrés le 27 avril 1977 à l'Hammersmith Odeon, Hammersmith, Londres, Angleterre
4. Lay Down Sally (Clapton, Marcy Levy, George Terry) – 5:23
Enregistré le 12 février 1978 au Santa Monica Civic Auditorium, Santa Monica (Californie)
5. The Core (Clapton, Levy) – 9:13
Enregistré le 11 février 1978 au Santa Monica Civic Auditorium, Santa Monica, Californie
6. We're All the Way (Don Williams) – 2:55
7. Cocaine (J.J. Cale) – 6:37
Titres 6-7 enregistrés le 12 février 1978 au Santa Monica Civic Auditorium, Santa Monica
8. Goin' Down Slow/Ramblin' On My Mind (St. Louis Jimmy Oden/Johnson) – 13:45
Enregistré 11 février 1978 au Santa Monica Civic Auditorium, Santa Monica, Californie
9. Mean Old Frisco (Arthur Crudup) – 5:53
Enregistré le 21 mars 1978 au Savannah Civic Center à Savannah (Géorgie)

### Disque 4
1. Loving You Is Sweeter Than Ever (Ivy Jo Hunter (en), Stevie Wonder) – 4:23
2. Worried Life Blues (Big Maceo Merriweather) – 5:58
Titres 1-2, enregistrés le 28 novembre 1978 à Victoria Hall, Hanley, Staffordshire, Stoke-on-Trent, Angleterre
3. Tulsa Time (Danny Flowers) – 4:31
Enregistré le 24 novembre 1978 à l'Apollo Theatre, Glasgow, Écosse
4. Early in the Morning (traditionnel arrangé par Eric Clapton) – 6:19
Enregistré le 28 novembre 1978 au Victoria Hall, Hanley, Staffordshire, Stoke-on-Trent, Angleterre
5. Wonderful Tonight (Clapton) – 6:24
6. Kind Hearted Woman (Johnson) – 5:17
Titres 5-6 enregistrés le 24 novembre 1978 à l'Apollo Theatre, Glasgow, Écosse
7. Double Trouble (Otis Rush) – 11:06
8. Crossroads (Johnson) – 5:20
Titres 7-8 enregistrés le 28 novembre 1978 au Victoria Hall, Hanley, Staffordshire, Stoke-on-Trent, Angleterre
9. To Make Somebody Happy (outtake studio) (Clapton) – 5:11
10. Cryin' (outtake studio) (Clapton) – 2:54
11. Water on the Ground (outtake studio) (Clapton) – 2:59
Titres 9-11 enregistrés le 28 décembre 1978 aux Olympic Studios, Barnes (Londres), Angleterre